# Microtus breweri
Microtus breweri — гризун родини Cricetidae. Цей близький родич лугової полівки (Microtus pennsylvanicus) є ендеміком острова Маскегет, штат Массачусетс, площею 0,87 км². Через відносно короткий період репродуктивної ізоляції ведуться дебати щодо визначення пляжної полівки підвидом M. pennsylvanicus.

## Таксономія
Microtus breweri наразі визнаний МСОП, NatureServe та ITIS як окремий вид через його більший розмір, географічну ізоляцію та контрастні звички спаровування. Недавнє генетичне дослідження показує, що це може бути базальний підвид M. pennsylvanicus.

## Морфологічна характеристика
Пляжні полівки зазвичай значно більші за лугових. У середньому самці M. breweri мають довжину 192,9 мм, коливаючись від 169 до 215 мм; при цьому хвіст становить приблизно одну чверть загальної довжини. Як правило, самиці менші, із середньою довжиною 181,2 мм, коливаючись від 165 до 201 мм. Вага коливається від 29 до 79 г, пропорційно віку, причому самки важать менше самців. Порівняно з луговими полівки, пляжні полівки демонструють нижчий метаболізм, і їх шерсть складається з більшої кількості захисних волосків і меншої кількості підшерстя. Черепа M. breweri легко відрізнити від черепа лучної полівки. Середня довжина черепа білої полівки становить 13,1 мм, тоді як ширина черепа зазвичай становить 11,2 мм.

## Середовище проживання та дієта
Ці полівки домінують у відкритому середовищі існування отруйного плюща (Toxicodendron radicans) і пляжної трави (Ammophilia breviligulata). На острові можна знайти смуги голого піску та солоних боліт, але полівки, як правило, уникають цих місць. Вони можуть зариватися в сипучий пісок або пухкий ґрунт під будь-яким своїм укриттям або поблизу нього. M. breweri харчується стеблами пляжної трави, листям, насінням, а також дорослими комахами та личинками. Їхні хижаки включають хижих птахів, таких як вухата сова (Asio flammeus) і північний лунь (Circus hudsonius). Кішки були завезені в Мушкегет наприкінці 1800-х років, знищивши популяцію полівок, але зараз їх там немає. Домашній ареал полівок зазвичай менше одного акра.

## Розмноження та поведінка
Молоді полівки народжуються в гніздах нори, під уламками або біля основи золотарника (Solidago sp.). Вони не демонструють типового циклу розмноження полівок і демонструють багато атрибутів K-відібраного організму, такі як великий розмір, більш пізній вік дозрівання, співвідношення статей до самців і низький репродуктивний вихід. Дорослі особини можуть розмножуватися з весни до осені, а їх вагітність триває близько місяця. Щороку окрема самка пляжної полівки зазвичай дає два виводки з трьома-п’ятьма нащадками, але більшість живе менше року.